# Soyuz 7K-L1 No.5L
Soyuz 7K-L1 No.5L, đôi khi được NASA đặt tên là Zond 1967B, là một phi thuyền của Liên Xô được phóng vào năm 1967 như là một phần của chương trình Zond. Nó là một tàu vũ trụ Soyuz 7K-L1 với trọng lượng 5.390 kilôgam (11.880 lb), thứ hai trong số chín tàu vũ trụ được phóng. Nó được dự định để thực hiện một chuyến bay sát mặt trăng theo hình số 8 (circumlunar) trước khi trở về Trái Đất để hạ cánh, nhưng không về đến sát để vào được quỹ đạo Trái Đất.
Soyuz 7K-L1 No.5L được ra mắt lúc 19:07:59 UTC ngày 22 tháng 11 năm 1967 trên đỉnh một tên lửa đẩy mang tên Proton-K 8K78K tại vị trí Blok D, bay từ Site 81/24 tại sân bay vũ trụ Baikonur. Một trong những động cơ giai đoạn thứ hai của tên lửa đã không khởi động, khiến cho việc phóng bị hủy bỏ và tàu vũ trụ bị tách ra bằng hệ thống dùng để thoát ra SAS của nó. Mô-đun hạ cánh giảm xuống 285 kilômét (177 dặm). Động cơ hạ cánh của nó khởi động sớm, kết quả là một hạ cánh khó khăn hơn dự kiến, và tàu vũ trụ sau đó đã bị kéo đi 550 mét (1.800 ft) bằng dù của nó. Sau đó nó được thu thập bởi một chiếc trực thăng Mil Mi-4. Trước khi phát hành thông tin về sứ mệnh của nó, NASA đã xác định chính xác rằng nó đã là một thử nghiệm của một phi thuyền dành cho các chuyến bay lên Mặt Trăng có người lái. Tuy nhiên, NASA không chắc chắn liệu nó có được nhắm tới Mặt Trăng hay không.